# Saint-Rome
 Saint-Rome  es una población y comuna francesa, en la región de Mediodía-Pirineos, departamento de Alto Garona, en el distrito de Toulouse y cantón de Villefranche-de-Lauragais.

## Demografía
| 121 | 108 | 81 | 93 | 74 | 68 |
| Para los censos de 1962 a 1999 la población legal corresponde a la población sin duplicidades (Fuente: INSEE [Consultar]) |     |    |    |    |    |